# Sempad il Connestabile
Sempad il Connestabile anche Smpad o Smbat ((HY)  Սմբատ Սպարապետ, Սմբատ Գունդըստաբլ Smbat Sparapet; 1208 – 1276) fu un'importante figura nel Regno armeno di Cilicia in qualità di diplomatico, giurista e comandante militare.
Ricoprì la carica di Connestabile o Sparapet, comandante supremo delle forze armate armene.
Tradusse vari codici giuridici, e scrisse un importante resoconto sulla storia della Cilicia, la Chronique du Royaume de Petite Armenie (Cronaca del Regno della Piccola Armenia).
Egli organizzò e combatte varie battaglie, come ad esempio la Battaglia di Mari, e gli fu affidato da suo fratello, il re Aitone I, un ruolo chiave di negoziatore con l'Impero mongolo.

## Biografia
All'epoca della nascita di Sempad c'erano due dinastie fondamentali in Cilicia, i Rupenidi e gli Hetumidi, e lui era imparentato con entrambe.
Sempad era il figlio di Costantino di Barbaron ed Alice (o Partzapert) di Lampron (cugina di terzo grado del re Leone III d'Armenia).
Tra gli altri, erano suoi fratelli: Giovanni il Vescovo di Sis, Oscin di Corico, Stefania, moglie del re Enrico I di Cipro ed Aitone, che divenne re-consorte nel 1226.
Precedentemente aveva regnato Isabella d'Armenia, che era sposata a Filippo, figlio di Boemondo IV d'Antiochia.
Costantino organizzò l'assassinio di Filippo nel 1225 e costrinse Isabella a risposarsi con suo figlio Aitone, il 4 giugno 1226, facendo di lui il re-consorte, e poi il re dopo la morte di Isabella nel 1252.

### Contesto storico

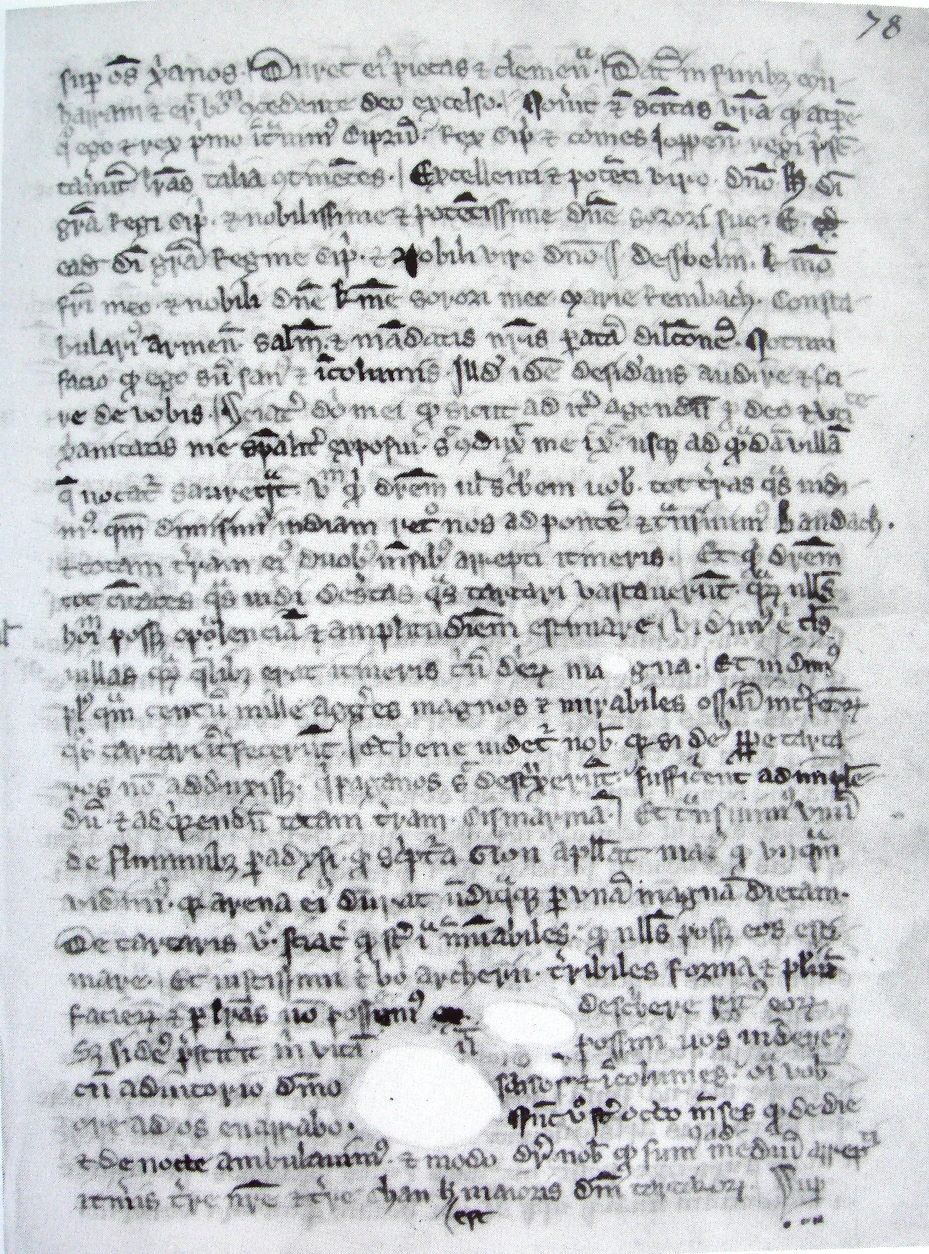
Una copia risalente al XIV secolo della lettera scritta il 7 febbraio 1248 da Sempad a Enrico I di Cipro e Giovanni di Ibelin, nella quale si afferma che Se Dio non avesse portato i Tartari, che poi hanno massacrato i pagani, essi [i Saraceni] sarebbero riusciti a conquistare tutto il territorio fino al mare. La lettera fu anche mostrata a Luigi IX.

La Cilicia armena era una nazione cristiana, legata all'Europa ed agli Stati Crociati, che combatteva contro i Musulmani per il controllo del Levante.
Anche i mongoli erano una minaccia, poiché l'impero di Gengis Khan aveva costantemente premuto verso occidente nella su apparentemente inarrestabile avanzata.
I Mongoli avevano una meritata reputazione di ferocia, poiché essi davano ai nuovi territori una sola opportunità di arrendersi, e se c'era resistenza, i Mongoli avanzavano e massacravano la popolazione locale.
Nel 1243, Sempad fece parte dall'ambasciata inviata a Caesarea (Kayseri), dove egli negoziò con il comandante mongolo Baiju.
Nel 1246 e di nuovo nel 1259, Sempad fu incaricato di organizzare la difesa della Cilicia contro l'invasione del Sultanato di Rûm.
Nel 1247, quanto re Aitone I decise che la più saggia linea d'azione era la pacifica sottomissione ai Mongoli, Sempad fu inviato alla corte mongola a Karakorum, dove incontrò il fratello di Kublai Khan, Möngke Khan, e fece un'alleanza tra la Cilicia ed i mongoli, contro il comune nemico, i musulmani.

La natura di questo rapporto è descritta in modo diverso da vari storici, alcuni di essi si riferiscono ad essa come ad un'alleanza, mentre altri la descrivono come una sottomissione alla sovranità mongola, che rendeva la Cilicia armena uno Stato vassallo.

Lo storico Angus Donal Stewart, afferma che "Il re armeno vide l'alleanza con i Mongoli - o, più precisamente, la rapida e pacifica sottomissione a loro - come la migliore linea d'azione."

A comandanti militari armeni fu richiesto di servire nell'esercito mongolo, e molti di loro caddero combattendo per i mongoli.

Durante la sua visita alla corte mongola del 1247-1250,

Sempad ricevette in moglie una parente del Gran Khan, con la quale ebbe un figlio, di nome Vasil Tatar,

che in seguito fu catturato dai Mamelucchi nella battaglia di Mari del 1266.

Nel 1250 Sempad tornò in Cilicia, ma nel 1254 si recò di nuova in Mongolia, accompagnando il re Aitone nel sua visita alla corte del Gran Khan, Möngke.
Sempad morì nel 1276, forse nella battaglia di Sarvandik'ar, combattendo contro i Mamelucchi d'Egitto, oppure contro un'invasione di Turcomanni da Marash.
Gli armeni vinsero la battaglia, ma Sempad e diversi altri baroni caddero.

### Giudice
Sempad fu membro della Corte suprema armena, il Verin o Mec Darpas, che esaminava le politiche governative ed i codici giuridici.
Curò una traduzione dal francese delle Assise di Antiochia (un codice giuridico), ed inoltre curò un Datastanagirk' (codice) in medio armeno, basato ed adattato su una precedente opera di Mkhitar Gosh.

### Scrittore
Sempad èconosciuto soprattutto per aver fornito una testimonianza oculare scritta della sua era.
Egli scrisse la "Chronique du Royaume de Petite Arménie" (Storia del Regno della Piccola Armenia) che inizia attorno al 951/952 e termina nel 1274, due anni prima della sua morte.
Egli si basò su precedenti fonti armene, siriane, cristiane e forse bizantine, oltre che sulla osservazione diretta.
Gli scritti di Sempad sono considerati una risorsa preziosa dagli storici, sebbene alcuni li abbiano criticati come inattendibili, poiché Sempad scriveva spesso per ragioni di propaganda piuttosto che storiche.

Esistono varie traduzioni dell'opera, in vari livelli di completezza.
Secondo lo storico Angus Donal Stewart esistono traduzioni in francese ed inglese che coprono il periodo fino al 1270.

Nel XIX secolo fu tradotta da Eduard Dulaurier e pubblicata in Recueil des historiens des croisades, Historiens Armeniens I, insieme ad alcuni proseguimenti estratti da un anonimo autore che coprono il periodo successivo alla morte di Sempad fino al 1330.
Questa edizione include inoltre estratti dall'opera di Nerses Balients, che scriveva nel tardo XIV secolo.

Sempad fu entusiasta a proposito del suo viaggio al regno mongolo, che durò tra dal 1247 al 1250.

Egli invio lettere ai governanti occidentali di Cipro e del Principato d'Antiochia, descrivendo un reame dell'Asia Centrale di oasi con molti cristiani, generalmente di rito Nestoriano.

Il 7 febbraio 1248, Sempad inviò una lettera da Samarcanda a suo cognato Enrico I re di Cipro, marito di Stefania (Etienette), sorella di Sempad

(Lettera di Sempad a Enrico I.)
Una delle lettere di Sempad fu letta da Luigi IX di Francia durante la sua permanenza a Cipro nel 1248, e ne fu incoraggiato ad inviare ambasciatori presso i mongoli, nella persona del francescano Guglielmo di Rubruck, che andò a visitare il Gran Khan Möngke.

### Fonti primarie
- (FR) Sempad il Connestabile, Chronique du Royaume de Petite Armenie, a cura di Eduard Duraulier, collana Recueil des historiens des croisades, Historiens Armeniens I, traduzione di Eduard Duraulier, Gallica,  pp. 610 e seguenti. URL consultato il 21 giugno 2008.
- (EN) Robert G. Bedrosian, Smbat Sparapet's Chronicle, su rbedrosian.com. URL consultato il 12 luglio 2008.
- (EN) Robert G. Bedrosian, Letter of Smbat Constable to King Henry I of Cyprus, ca. 1248, su rbedrosian.com. URL consultato il 12 luglio 2008.